# Adele Palmer
Adele Palmer (Santa Ana, 21 ottobre 1915 – Santa Barbara, 21 ottobre 2008) è stata una costumista statunitense.
Nel corso della sua carriera, durata dalla fine degli anni '20 alla metà degli anni '60, ha anche ricevuto una candidatura all'Oscar ai migliori costumi nel 1960 per Donne in cerca d'amore.

## Filmografia parziale
- Wyoming Outlaw, regia di George Sherman (1939)
- Jeepers Creepers, regia di Frank McDonald (1939)
- La valle dei monsoni (Three Faces West), regia di Bernard Vorhaus (1940)
- Scatterbrain, regia di Gus Meins (1940)
- Jesse James at Bay, regia di Joseph Kane (1941)
- In Old Cheyenne, regia di Joseph Kane (1941)
- Arkansas Judge, regia di Frank McDonald (1941)
- I conquistatori dei sette mari (The Fighting Seabees), regia di Edward Ludwig (1944)
- Brazil, regia di Joseph Santley (1944)
- San Fernando Valley, regia di John English (1944)
- Song of Nevada, regia di Joseph Kane (1944)
- Along the Navajo Trail, regia di Frank McDonald (1945)
- Man from Oklahoma, regia di Frank McDonald (1945)
- Bells of Rosarita, regia di Frank McDonald (1945)
- Utah, regia di John English (1945)
- Fiamme a San Francisco (Flame of Barbary Coast), regia di Joseph Kane (1945)
- Dakota, regia di Joseph Kane (1945)
- Heldorado, regia di William Witney (1946)
- Home in Oklahoma, regia di William Witney (1946)
- Roll on Texas Moon, regia di William Witney (1946)
- Nessuno ti avrà mai (The Madonna's Secret), regia di Wilhelm Thiele (1946)
- Apache Rose, regia di William Witney (1947)
- L'ultima conquista (Angel and the Badman), regia di James Edward Grant (1947)
- Questo è il mio uomo (That's My Man), regia di Frank Borzage (1947)
- La strega rossa (Wake of the Red Witch), regia di Edward Ludwig (1948)
- The Far Frontier, regia di William Witney (1948)
- Grand Canyon Trail, regia di William Witney (1948)
- Night Time in Nevada, regia di William Witney (1948)
- Sotto le stelle della California (Under California Stars), regia di William Witney (1948)
- The Gay Ranchero, regia di William Witney (1948)
- Angelo in esilio (Angel in Exile), regia di Allan Dwan e Philip Ford (1948)
- The Golden Stallion, regia di William Witney (1949)
- Il grande agguato (Brimstone), regia di Joseph Kane (1949)
- Il ritorno del kentuckiano (The Fighting Kentuckian), regia di George Waggner (1949)
- Down Dakota Way, regia di William Witney (1949)
- Susanna Pass, regia di William Witney (1949)
- L'orda selvaggia (The Savage Horde), regia di Joseph Kane (1950)
- Bells of Coronado, regia di William Witney (1950)
- Rio Bravo (Rio Grande), regia di John Ford (1950)
- The Showdown, regia di Dorrell McGowan e Stuart E. McGowan (1950)
- La legge del mare (Fighting Coast Guard), regia di Joseph Kane (1951)
- La regina dei desperados (Montana Belle), regia di Allan Dwan (1952)
- Aquile tonanti (Thunderbirds), regia di John H. Auer (1952)
- Un uomo tranquillo (The Quiet Man), regia di John Ford (1952)
- Il massacro di Tombstone (Toughest Man in Arizona), regia di R.G. Springsteen (1952)
- La donna che volevano linciare (Woman They Almost Lynched), regia di Allan Dwan (1953)
- La città che non dorme (City That Never Sleeps), regia di John H. Auer (1953)
- Il sole splende alto (The Sun Shines Bright), regia di John Ford (1953)
- La grande carovana (Jubilee Trail), regia di Joseph Kane (1954)
- Gli ostaggi (A Man Alone), regia di Ray Milland (1955)
- Alamo (The Last Command), regia di Frank Lloyd (1955)
- La freccia sulla croce (The Twinkle in God's Eye), regia di George Blair (1955)
- I peccatori di Peyton (Peyton Place), regia di Mark Robson (1957)
- La lunga estate calda (The Long, Hot Summer), regia di Martin Ritt (1958)
- L'urlo e la furia (The Sound and the Fury), regia di Martin Ritt (1959)
- Donne in cerca d'amore (The Best of Everything), regia di Jean Negulesco (1959)